# Sprödingar
Sprödingar (Psathyrella) är ett släkte av svampar. Psathyrella ingår i familjen Psathyrellaceae, ordningen Agaricales, klassen Agaricomycetes, divisionen basidiesvampar och riket svampar. På svenska har släktet även kallats sprödskivlingar och mörkhättor.
| Psathyrella | \| \| Psathyrella candolleana \| \| \| \| \| \| Psathyrella gossypina \| \| \| \| \| \| Psathyrella fatua \| \| \| \| \| \| Psathyrella leucotephra \| \| \| \| \| \| Psathyrella cernua \| \| \| \| \| \| Psathyrella phegophila \| \| \| \| \| \| Psathyrella dunensis \| \| \| \| \| \| Psathyrella murcida \| \| \| \| \| \| Psathyrella pennata \| \| \| \| \| \| Psathyrella populina \| \| \| \| \| \| Psathyrella pseudogordonii \| \| \| \| \| \| Psathyrella panaeoloides \| \| \| \| \| \| Psathyrella pseudocorrugis \| \| \| \| \| \| Psathyrella polycystis \| \| \| \| \| \| Psathyrella pseudocasca \| \| \| \| \| \| Psathyrella stellata \| \| \| \| \| \| Psathyrella umbrina \| \| \| \| \| \| Psathyrella atrolaminata \| \| \| \| \| \| Psathyrella lutensis \| \| \| \| \| \| Psathyrella sacchariolens \| \| \| \| \| \| Psathyrella tephrophylla \| \| \| \| \| \| Psathyrella rostellata \| \| \| \| \| \| Psathyrella borgensis \| \| \| \| \| \| Psathyrella dennyensis \| \| \| \| \| \| Psathyrella ploddensis \| \| \| \| \| \| Psathyrella romseyensis \| \| \| \| \| \| Psathyrella vyrnwyensis \| \| \| \| \| \| Psathyrella hirta \| \| \| \| \| \| Psathyrella gracilis \| \| \| \| \| \| Psathyrella longicauda \| \| \| \| \| \| Psathyrella trepida \| \| \| \| \| \| Psathyrella fusca \| \| \| \| \| \| Psathyrella pygmaea \| \| \| \| \| \| Psathyrella typhae \| \| \| \| \| \| Psathyrella bifrons \| \| \| \| \| \| Psathyrella canoceps \| \| \| \| \| \| Psathyrella chondroderma \| \| \| \| \| \| Psathyrella fibrillosa \| \| \| \| \| \| Psathyrella frustulenta \| \| \| \| \| \| Psathyrella gordonii \| \| \| \| \| \| Psathyrella multipedata \| \| \| \| \| \| Psathyrella noli-tangere \| \| \| \| \| \| Psathyrella olympiana \| \| \| \| \| \| Psathyrella spadiceogrisea \| \| \| \| \| \| Psathyrella caput-medusae \| \| \| \| \| \| Psathyrella cotonea \| \| \| \| \| \| Psathyrella macquariensis \| \| \| \| \| \| Psathyrella marcescibilis \| \| \| \| \| \| Psathyrella microrhiza \| \| \| \| \| \| Psathyrella pseudogracilis \| \| \| \| \| \| Psathyrella spadicea \| \| \| \| \| \| Psathyrella spintrigera \| \| \| \| \| \| Psathyrella coprophila \| \| \| \| \| \| Psathyrella friesii \| \| \| \| \| \| Psathyrella incerta \| \| \| \| \| \| Psathyrella maculata \| \| \| \| \| \| Psathyrella mucrocystis \| \| \| \| \| \| Psathyrella narcotica \| \| \| \| \| \| Psathyrella pannucioides \| \| \| \| \| \| Psathyrella pellucidipes \| \| \| \| \| \| Psathyrella sphagnicola \| \| \| \| \| \| Psathyrella ammophila \| \| \| \| \| \| Psathyrella badiovestita \| \| \| \| \| \| Psathyrella clivensis \| \| \| \| \| \| Psathyrella cortinarioides \| \| \| \| \| \| Psathyrella flexispora \| \| \| \| \| \| Psathyrella laevissima \| \| \| \| \| \| Psathyrella ocellata \| \| \| \| \| \| Psathyrella piluliformis \| \| \| \| \| \| Psathyrella sphaerocystis \| \| \| \| \| \| Psathyrella spintrigeroides \| \| \| \| \| \| Psathyrella vinosofulva \| \| \| \| \| \| Psathyrella corrugis \| \| \| \| \| \| Psathyrella asperospora \| \| \| \| \| \| Psathyrella solitaria \| \| \| \| \| \| Psathyrella bipellis \| \| \| \| \| \| Psathyrella conopilus \| \| \| \| \| \| Psathyrella echinata \| \| \| \| \| \| Psathyrella pseudobifrons \| \| \| \| \| \| Psathyrella stercoraria \| \| \| \| \| \| Psathyrella artemisiae \| \| \| \| \| \| Psathyrella fulvescens \| \| \| \| \| \| Psathyrella obtusata \| \| \| \| \| \| Psathyrella prona \| \| \| \| |
|             | \| \| Psathyrella candolleana \| \| \| \| \| \| Psathyrella gossypina \| \| \| \| \| \| Psathyrella fatua \| \| \| \| \| \| Psathyrella leucotephra \| \| \| \| \| \| Psathyrella cernua \| \| \| \| \| \| Psathyrella phegophila \| \| \| \| \| \| Psathyrella dunensis \| \| \| \| \| \| Psathyrella murcida \| \| \| \| \| \| Psathyrella pennata \| \| \| \| \| \| Psathyrella populina \| \| \| \| \| \| Psathyrella pseudogordonii \| \| \| \| \| \| Psathyrella panaeoloides \| \| \| \| \| \| Psathyrella pseudocorrugis \| \| \| \| \| \| Psathyrella polycystis \| \| \| \| \| \| Psathyrella pseudocasca \| \| \| \| \| \| Psathyrella stellata \| \| \| \| \| \| Psathyrella umbrina \| \| \| \| \| \| Psathyrella atrolaminata \| \| \| \| \| \| Psathyrella lutensis \| \| \| \| \| \| Psathyrella sacchariolens \| \| \| \| \| \| Psathyrella tephrophylla \| \| \| \| \| \| Psathyrella rostellata \| \| \| \| \| \| Psathyrella borgensis \| \| \| \| \| \| Psathyrella dennyensis \| \| \| \| \| \| Psathyrella ploddensis \| \| \| \| \| \| Psathyrella romseyensis \| \| \| \| \| \| Psathyrella vyrnwyensis \| \| \| \| \| \| Psathyrella hirta \| \| \| \| \| \| Psathyrella gracilis \| \| \| \| \| \| Psathyrella longicauda \| \| \| \| \| \| Psathyrella trepida \| \| \| \| \| \| Psathyrella fusca \| \| \| \| \| \| Psathyrella pygmaea \| \| \| \| \| \| Psathyrella typhae \| \| \| \| \| \| Psathyrella bifrons \| \| \| \| \| \| Psathyrella canoceps \| \| \| \| \| \| Psathyrella chondroderma \| \| \| \| \| \| Psathyrella fibrillosa \| \| \| \| \| \| Psathyrella frustulenta \| \| \| \| \| \| Psathyrella gordonii \| \| \| \| \| \| Psathyrella multipedata \| \| \| \| \| \| Psathyrella noli-tangere \| \| \| \| \| \| Psathyrella olympiana \| \| \| \| \| \| Psathyrella spadiceogrisea \| \| \| \| \| \| Psathyrella caput-medusae \| \| \| \| \| \| Psathyrella cotonea \| \| \| \| \| \| Psathyrella macquariensis \| \| \| \| \| \| Psathyrella marcescibilis \| \| \| \| \| \| Psathyrella microrhiza \| \| \| \| \| \| Psathyrella pseudogracilis \| \| \| \| \| \| Psathyrella spadicea \| \| \| \| \| \| Psathyrella spintrigera \| \| \| \| \| \| Psathyrella coprophila \| \| \| \| \| \| Psathyrella friesii \| \| \| \| \| \| Psathyrella incerta \| \| \| \| \| \| Psathyrella maculata \| \| \| \| \| \| Psathyrella mucrocystis \| \| \| \| \| \| Psathyrella narcotica \| \| \| \| \| \| Psathyrella pannucioides \| \| \| \| \| \| Psathyrella pellucidipes \| \| \| \| \| \| Psathyrella sphagnicola \| \| \| \| \| \| Psathyrella ammophila \| \| \| \| \| \| Psathyrella badiovestita \| \| \| \| \| \| Psathyrella clivensis \| \| \| \| \| \| Psathyrella cortinarioides \| \| \| \| \| \| Psathyrella flexispora \| \| \| \| \| \| Psathyrella laevissima \| \| \| \| \| \| Psathyrella ocellata \| \| \| \| \| \| Psathyrella piluliformis \| \| \| \| \| \| Psathyrella sphaerocystis \| \| \| \| \| \| Psathyrella spintrigeroides \| \| \| \| \| \| Psathyrella vinosofulva \| \| \| \| \| \| Psathyrella corrugis \| \| \| \| \| \| Psathyrella asperospora \| \| \| \| \| \| Psathyrella solitaria \| \| \| \| \| \| Psathyrella bipellis \| \| \| \| \| \| Psathyrella conopilus \| \| \| \| \| \| Psathyrella echinata \| \| \| \| \| \| Psathyrella pseudobifrons \| \| \| \| \| \| Psathyrella stercoraria \| \| \| \| \| \| Psathyrella artemisiae \| \| \| \| \| \| Psathyrella fulvescens \| \| \| \| \| \| Psathyrella obtusata \| \| \| \| \| \| Psathyrella prona \| \| \| \| |
|             | Drosophila |
|             | |
|             | Coprinopsis |
|             | |
|             | Coprinellus |
|             | |
|             | Parasola |
|             | |
|             | Ozonium |
|             | |
|             | Lacrymaria |
|             | |
|             | Hormographiella |
|             | |
|             | Cystoagaricus |
|             | |
|             | Macrometrula |
|             | |
|             | Mythicomyces |
|             | |
|             | Gasteroagaricoides |
|             | |
|             | Psathyrella candolleana |
|             | |
|             | Psathyrella gossypina |
|             | |
|             | Psathyrella fatua |
|             | |
|             | Psathyrella leucotephra |
|             | |
|             | Psathyrella cernua |
|             | |
|             | Psathyrella phegophila |
|             | |
|             | Psathyrella dunensis |
|             | |
|             | Psathyrella murcida |
|             | |
|             | Psathyrella pennata |
|             | |
|             | Psathyrella populina |
|             | |
|             | Psathyrella pseudogordonii |
|             | |
|             | Psathyrella panaeoloides |
|             | |
|             | Psathyrella pseudocorrugis |
|             | |
|             | Psathyrella polycystis |
|             | |
|             | Psathyrella pseudocasca |
|             | |
|             | Psathyrella stellata |
|             | |
|             | Psathyrella umbrina |
|             | |
|             | Psathyrella atrolaminata |
|             | |
|             | Psathyrella lutensis |
|             | |
|             | Psathyrella sacchariolens |
|             | |
|             | Psathyrella tephrophylla |
|             | |
|             | Psathyrella rostellata |
|             | |
|             | Psathyrella borgensis |
|             | |
|             | Psathyrella dennyensis |
|             | |
|             | Psathyrella ploddensis |
|             | |
|             | Psathyrella romseyensis |
|             | |
|             | Psathyrella vyrnwyensis |
|             | |
|             | Psathyrella hirta |
|             | |
|             | Psathyrella gracilis |
|             | |
|             | Psathyrella longicauda |
|             | |
|             | Psathyrella trepida |
|             | |
|             | Psathyrella fusca |
|             | |
|             | Psathyrella pygmaea |
|             | |
|             | Psathyrella typhae |
|             | |
|             | Psathyrella bifrons |
|             | |
|             | Psathyrella canoceps |
|             | |
|             | Psathyrella chondroderma |
|             | |
|             | Psathyrella fibrillosa |
|             | |
|             | Psathyrella frustulenta |
|             | |
|             | Psathyrella gordonii |
|             | |
|             | Psathyrella multipedata |
|             | |
|             | Psathyrella noli-tangere |
|             | |
|             | Psathyrella olympiana |
|             | |
|             | Psathyrella spadiceogrisea |
|             | |
|             | Psathyrella caput-medusae |
|             | |
|             | Psathyrella cotonea |
|             | |
|             | Psathyrella macquariensis |
|             | |
|             | Psathyrella marcescibilis |
|             | |
|             | Psathyrella microrhiza |
|             | |
|             | Psathyrella pseudogracilis |
|             | |
|             | Psathyrella spadicea |
|             | |
|             | Psathyrella spintrigera |
|             | |
|             | Psathyrella coprophila |
|             | |
|             | Psathyrella friesii |
|             | |
|             | Psathyrella incerta |
|             | |
|             | Psathyrella maculata |
|             | |
|             | Psathyrella mucrocystis |
|             | |
|             | Psathyrella narcotica |
|             | |
|             | Psathyrella pannucioides |
|             | |
|             | Psathyrella pellucidipes |
|             | |
|             | Psathyrella sphagnicola |
|             | |
|             | Psathyrella ammophila |
|             | |
|             | Psathyrella badiovestita |
|             | |
|             | Psathyrella clivensis |
|             | |
|             | Psathyrella cortinarioides |
|             | |
|             | Psathyrella flexispora |
|             | |
|             | Psathyrella laevissima |
|             | |
|             | Psathyrella ocellata |
|             | |
|             | Psathyrella piluliformis |
|             | |
|             | Psathyrella sphaerocystis |
|             | |
|             | Psathyrella spintrigeroides |
|             | |
|             | Psathyrella vinosofulva |
|             | |
|             | Psathyrella corrugis |
|             | |
|             | Psathyrella asperospora |
|             | |
|             | Psathyrella solitaria |
|             | |
|             | Psathyrella bipellis |
|             | |
|             | Psathyrella conopilus |
|             | |
|             | Psathyrella echinata |
|             | |
|             | Psathyrella pseudobifrons |
|             | |
|             | Psathyrella stercoraria |
|             | |
|             | Psathyrella artemisiae |
|             | |
|             | Psathyrella fulvescens |
|             | |
|             | Psathyrella obtusata |
|             | |
|             | Psathyrella prona |
|             | |

|  | Psathyrella candolleana     |
|  |                             |
|  | Psathyrella gossypina       |
|  |                             |
|  | Psathyrella fatua           |
|  |                             |
|  | Psathyrella leucotephra     |
|  |                             |
|  | Psathyrella cernua          |
|  |                             |
|  | Psathyrella phegophila      |
|  |                             |
|  | Psathyrella dunensis        |
|  |                             |
|  | Psathyrella murcida         |
|  |                             |
|  | Psathyrella pennata         |
|  |                             |
|  | Psathyrella populina        |
|  |                             |
|  | Psathyrella pseudogordonii  |
|  |                             |
|  | Psathyrella panaeoloides    |
|  |                             |
|  | Psathyrella pseudocorrugis  |
|  |                             |
|  | Psathyrella polycystis      |
|  |                             |
|  | Psathyrella pseudocasca     |
|  |                             |
|  | Psathyrella stellata        |
|  |                             |
|  | Psathyrella umbrina         |
|  |                             |
|  | Psathyrella atrolaminata    |
|  |                             |
|  | Psathyrella lutensis        |
|  |                             |
|  | Psathyrella sacchariolens   |
|  |                             |
|  | Psathyrella tephrophylla    |
|  |                             |
|  | Psathyrella rostellata      |
|  |                             |
|  | Psathyrella borgensis       |
|  |                             |
|  | Psathyrella dennyensis      |
|  |                             |
|  | Psathyrella ploddensis      |
|  |                             |
|  | Psathyrella romseyensis     |
|  |                             |
|  | Psathyrella vyrnwyensis     |
|  |                             |
|  | Psathyrella hirta           |
|  |                             |
|  | Psathyrella gracilis        |
|  |                             |
|  | Psathyrella longicauda      |
|  |                             |
|  | Psathyrella trepida         |
|  |                             |
|  | Psathyrella fusca           |
|  |                             |
|  | Psathyrella pygmaea         |
|  |                             |
|  | Psathyrella typhae          |
|  |                             |
|  | Psathyrella bifrons         |
|  |                             |
|  | Psathyrella canoceps        |
|  |                             |
|  | Psathyrella chondroderma    |
|  |                             |
|  | Psathyrella fibrillosa      |
|  |                             |
|  | Psathyrella frustulenta     |
|  |                             |
|  | Psathyrella gordonii        |
|  |                             |
|  | Psathyrella multipedata     |
|  |                             |
|  | Psathyrella noli-tangere    |
|  |                             |
|  | Psathyrella olympiana       |
|  |                             |
|  | Psathyrella spadiceogrisea  |
|  |                             |
|  | Psathyrella caput-medusae   |
|  |                             |
|  | Psathyrella cotonea         |
|  |                             |
|  | Psathyrella macquariensis   |
|  |                             |
|  | Psathyrella marcescibilis   |
|  |                             |
|  | Psathyrella microrhiza      |
|  |                             |
|  | Psathyrella pseudogracilis  |
|  |                             |
|  | Psathyrella spadicea        |
|  |                             |
|  | Psathyrella spintrigera     |
|  |                             |
|  | Psathyrella coprophila      |
|  |                             |
|  | Psathyrella friesii         |
|  |                             |
|  | Psathyrella incerta         |
|  |                             |
|  | Psathyrella maculata        |
|  |                             |
|  | Psathyrella mucrocystis     |
|  |                             |
|  | Psathyrella narcotica       |
|  |                             |
|  | Psathyrella pannucioides    |
|  |                             |
|  | Psathyrella pellucidipes    |
|  |                             |
|  | Psathyrella sphagnicola     |
|  |                             |
|  | Psathyrella ammophila       |
|  |                             |
|  | Psathyrella badiovestita    |
|  |                             |
|  | Psathyrella clivensis       |
|  |                             |
|  | Psathyrella cortinarioides  |
|  |                             |
|  | Psathyrella flexispora      |
|  |                             |
|  | Psathyrella laevissima      |
|  |                             |
|  | Psathyrella ocellata        |
|  |                             |
|  | Psathyrella piluliformis    |
|  |                             |
|  | Psathyrella sphaerocystis   |
|  |                             |
|  | Psathyrella spintrigeroides |
|  |                             |
|  | Psathyrella vinosofulva     |
|  |                             |
|  | Psathyrella corrugis        |
|  |                             |
|  | Psathyrella asperospora     |
|  |                             |
|  | Psathyrella solitaria       |
|  |                             |
|  | Psathyrella bipellis        |
|  |                             |
|  | Psathyrella conopilus       |
|  |                             |
|  | Psathyrella echinata        |
|  |                             |
|  | Psathyrella pseudobifrons   |
|  |                             |
|  | Psathyrella stercoraria     |
|  |                             |
|  | Psathyrella artemisiae      |
|  |                             |
|  | Psathyrella fulvescens      |
|  |                             |
|  | Psathyrella obtusata        |
|  |                             |
|  | Psathyrella prona           |
|  |                             |

## Bildgalleri

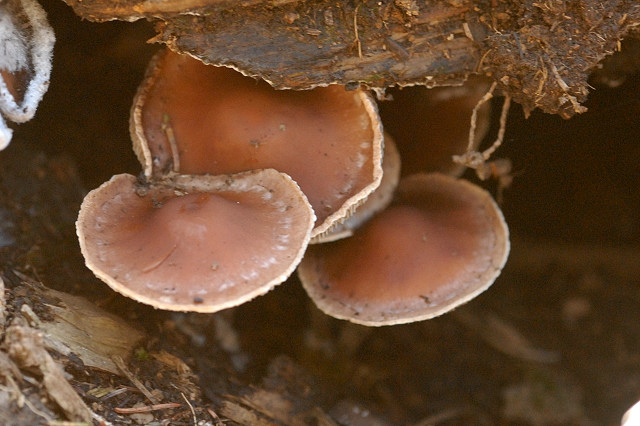
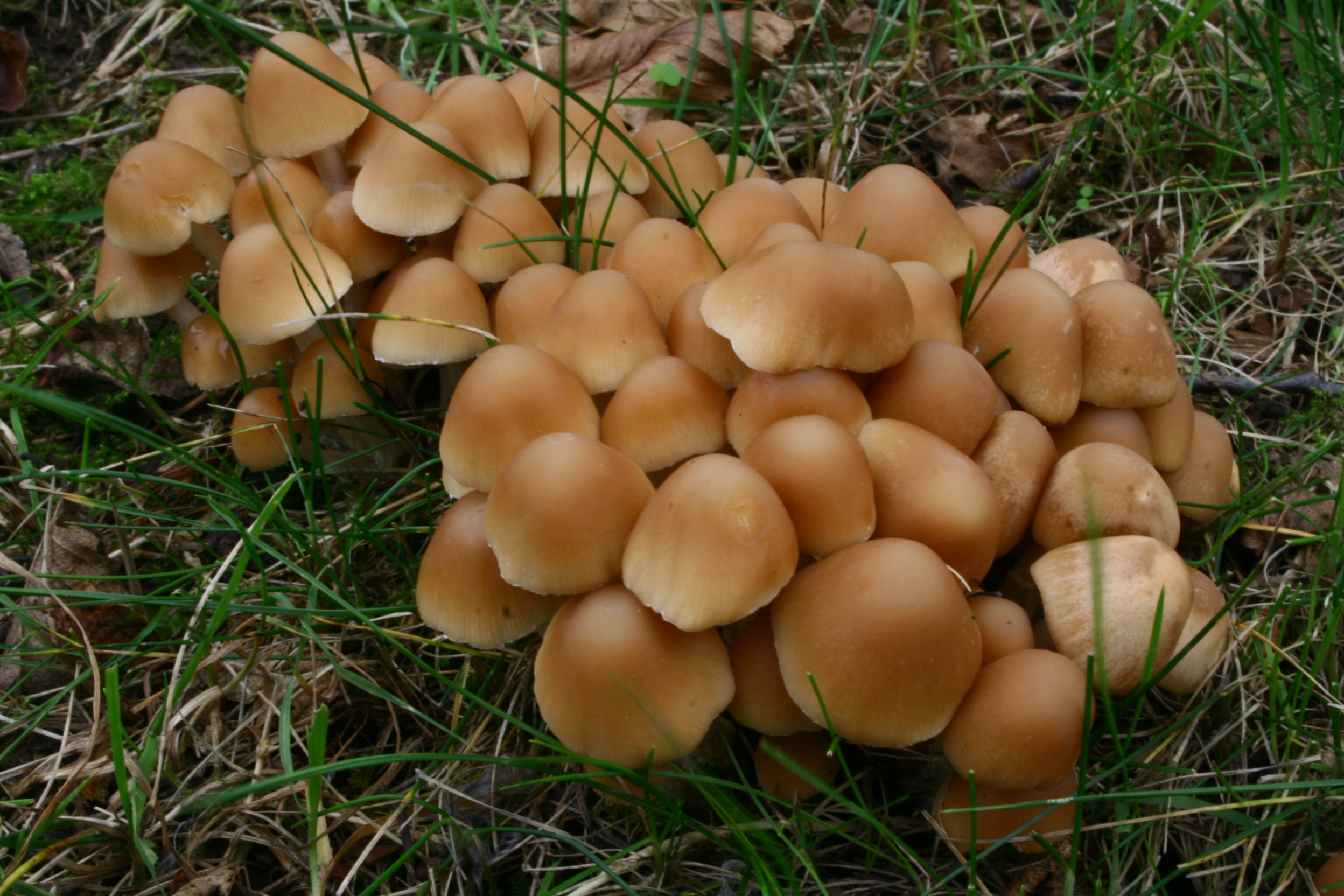
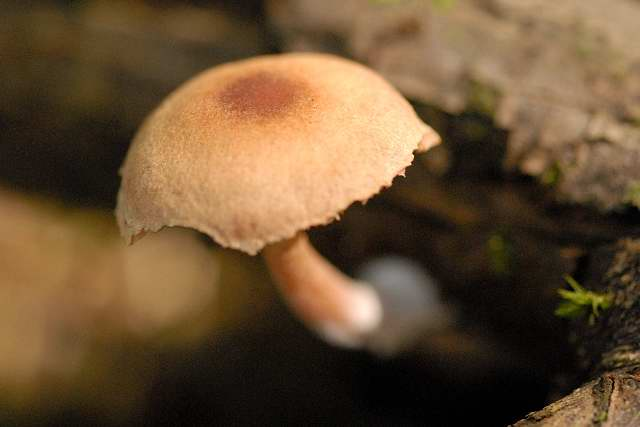
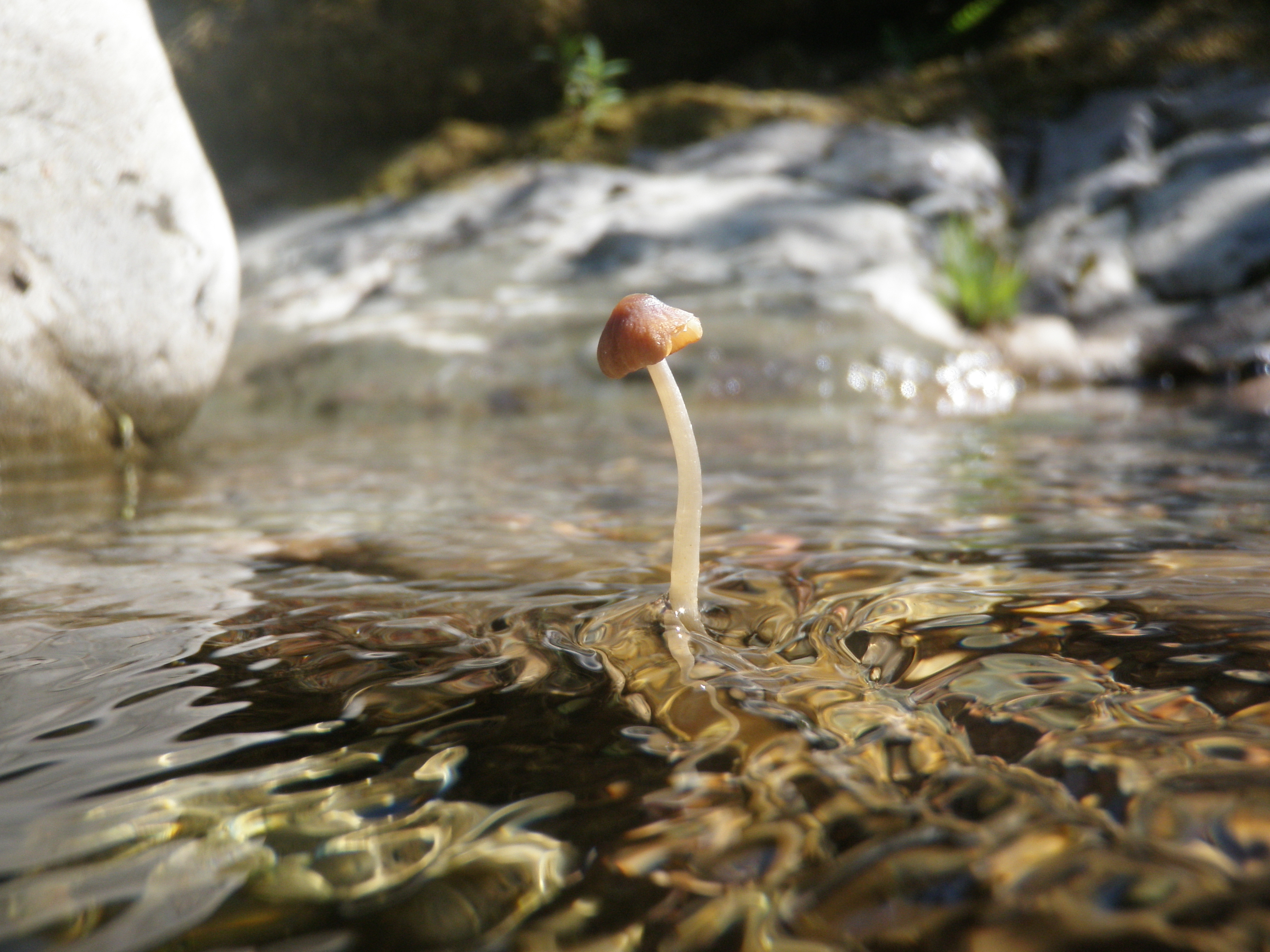
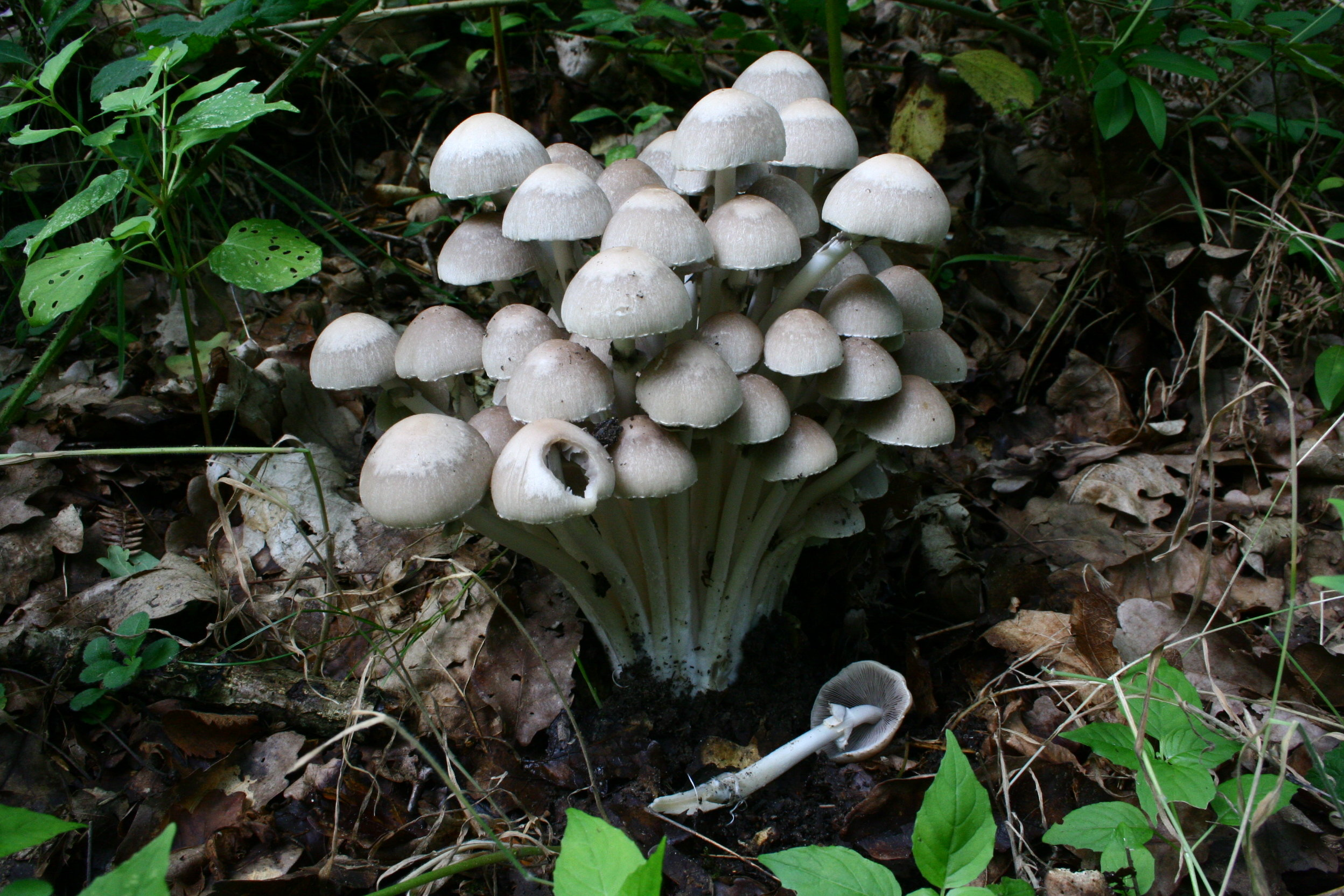
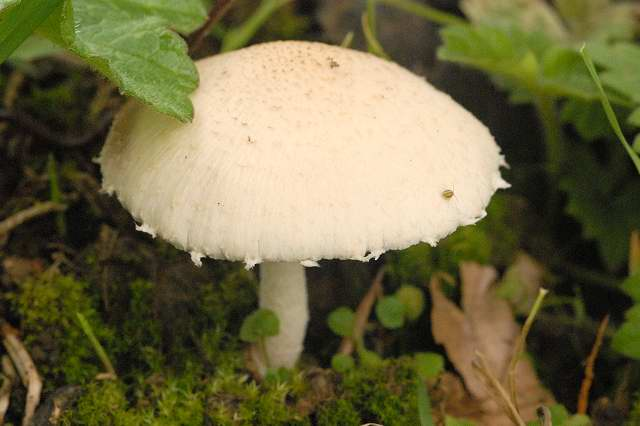
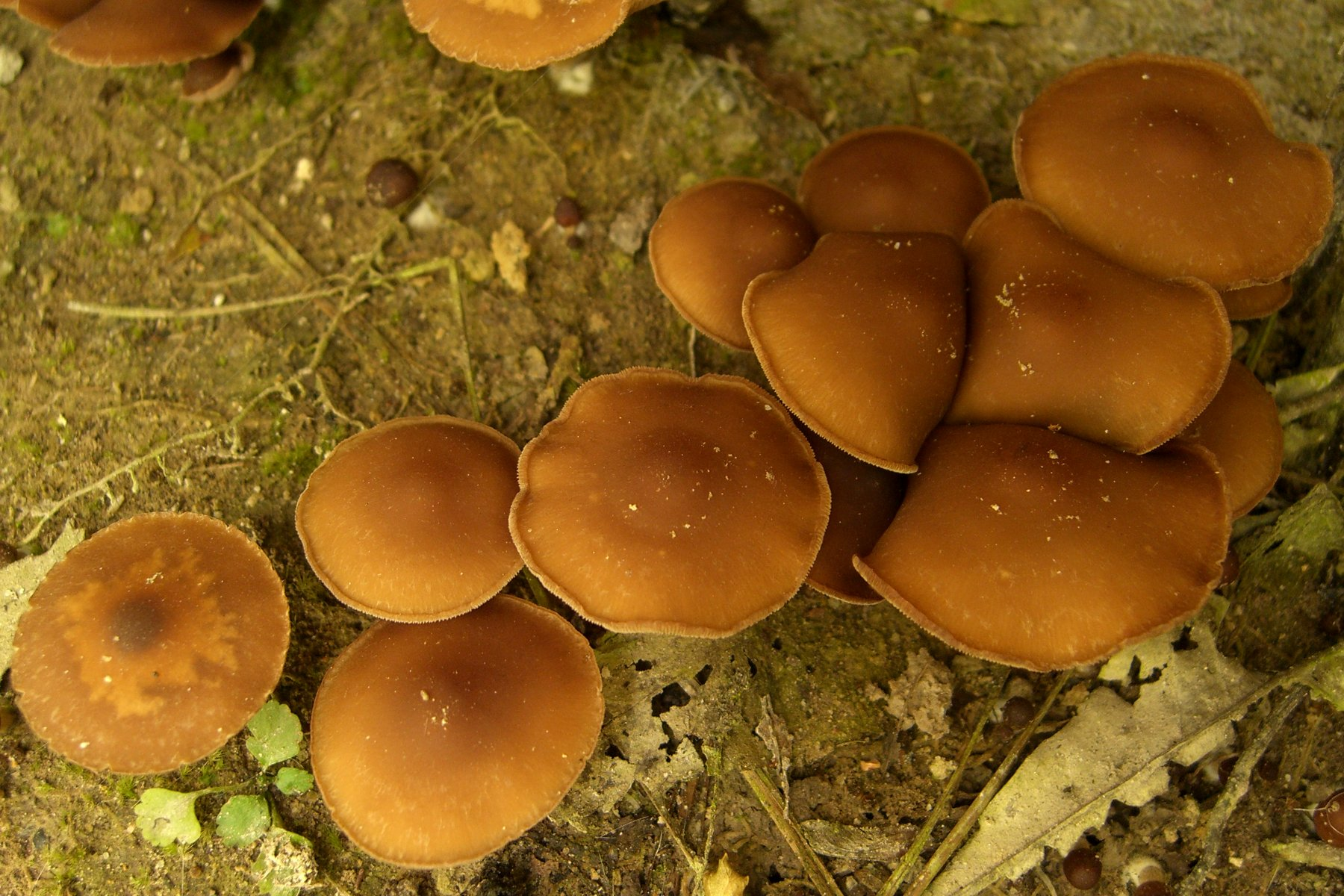
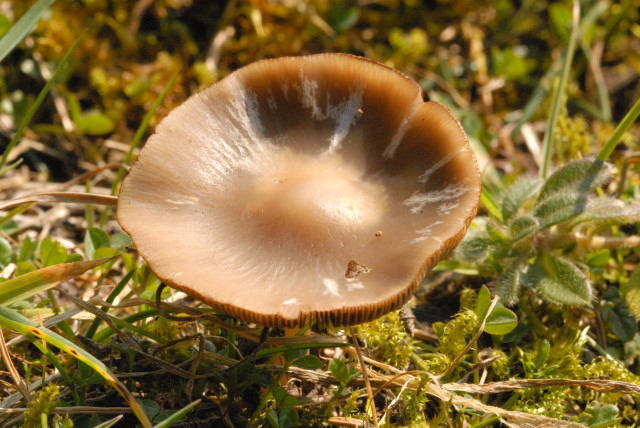